# Gennaro Iezzo
Gennaro Iezzo (Castellammare di Stabia, 8 de junho de 1973) é um goleiro italiano que atua no Napoli.